# Dedza (cidade)

Dedza é uma cidade do Maláui localizada na Região Central. Ela é a capital administrativa do distrito de Dedza.
Segundo o censo de 1998, Dedza tinha 15.408 habitantes.